# Йохан Цицерон
Йохан Цицерон (на немски: Johann Cicero, * 2 август 1455 в Ансбах, † 9 януари 1499 в Арнебург, Алтмарк) е четвъртият курфюрст на Бранденбург от род Хоенцолерн от 1486 до 1499 г.

## Произход
Той е най-големият син на бранденбургския курфюрст Албрехт Ахилес (1414–1486) и първата му съпруга Маргарета фон Баден (1431–1457). През 1466 г. чичо му Фридрих II го взема, тогава на 12 години, от Франкия в двора му в Марк Бранденбург. Йохан Цицерон участва през 1468 г. във войната против Померания и придружава чичо си при преговори с крал Матяш от Унгария.
Понеже знае латински и обича да говори, той получава допълнителното име Цицерон. Баща му го поставя още през 1473 г. за регент на Марк Бранденбург. Понеже е млад Йохан Цицерон получава през 1476 г. епископ Фридрих фон Лебус (1410–1483) за регент.

## Брак
Йохан Цицерон се жени на 25 август 1476 г. в Берлин за Маргарета (1449–1501), дъщеря на херцог Вилхелм III Смели от Саксония (1425–1482) и Анна Австрийска, дъщеря на немския крал Албрехт II (1397–1439) и Елизабет Люксембургска (1409–1442), дъщеря на император Сигизмунд Люксембургски. Поради липса на пари, сватбата се отлага.
След смъртта на баща му през 1486 г. Йохан Цицерон го наследява като курфюрст на Бранденбург.
Той определя двойния град Берлин-Кьолн за своя резиденция. През 1488 г. той въвежда бирения данък.
Йохан Цицерон умира през 1499 г. в замъка на Арнебург и е погребан в манастир Лехнин. Неговият внук Йоахим II Хектор го мести в катедралата на Берлин.

## Деца
Йохан Цицерон и Маргарета имат децата:
- дъщеря (1480–1482)
- Волфганг (*/† 1482)
- Йоахим I Нестор (1484–1535), курфюрст на Бранденбург

∞ 1502 принцеса Елизабет Датска (1485–1555)
- Елизабет (*/† 1486)
- Анна (1487–1514)

∞ 1502 крал Фредерик I (1471–1533), крал на Дания и Норвегия
- Урсула (1488–1510)

∞ 1507 херцог Хайнрих V фон Мекленбург-Шверин (1479–1552)
- Албрехт (1490–1545), кардинал, архиепископ на Магдебург и курфюрст на Майнц